# Anopheles gibbinsi
Anopheles gibbinsi este o specie de țânțari din genul Anopheles, descrisă de Evans în anul 1935. Conform Catalogue of Life specia Anopheles gibbinsi nu are subspecii cunoscute.